# Labidocera exigua
Labidocera exigua is een eenoogkreeftjessoort uit de familie van de Pontellidae. De wetenschappelijke naam van de soort is voor het eerst geldig gepubliceerd in 1849 door Dana.